# Jüdische Gemeinde Ittlingen
Eine Jüdische Gemeinde in Ittlingen ist seit dem 17. Jahrhundert nachgewiesen. Diese jüdische Landgemeinde hatte 1887 ihre größte Mitgliederzahl mit 158 Personen. Ihre Mitgliederzahl ging anders als in benachbarten jüdischen Gemeinden erst Anfang des 20. Jahrhunderts zurück.

## Geschichte
Nach dem Dreißigjährigen Krieg (1618–1648) erlaubten die Grundherrschaften der Herren von Gemmingen und der Grecken von Kochendorf die Ansiedlung von Juden. Erstmals wird in den Quellen 1663/64 der Jud Marx am Ort genannt. 1697 sind bereits acht jüdische Familien ansässig. Die reichsritterschaftlichen Grundherren erhielten regelmäßige Zahlungen von ihren „Schutzjuden“ (Judenregal). Nachdem Ittlingen 1806 zu Baden gekommen war, wurde 1827 die jüdische Gemeinde dem Bezirksrabbinat Sinsheim zugeordnet. Die Kinder besuchten die evangelische Schule und bekamen jüdischen Religionsunterricht von einem Lehrer, der zugleich als Vorbeter und Schochet beschäftigt war.

## Synagoge

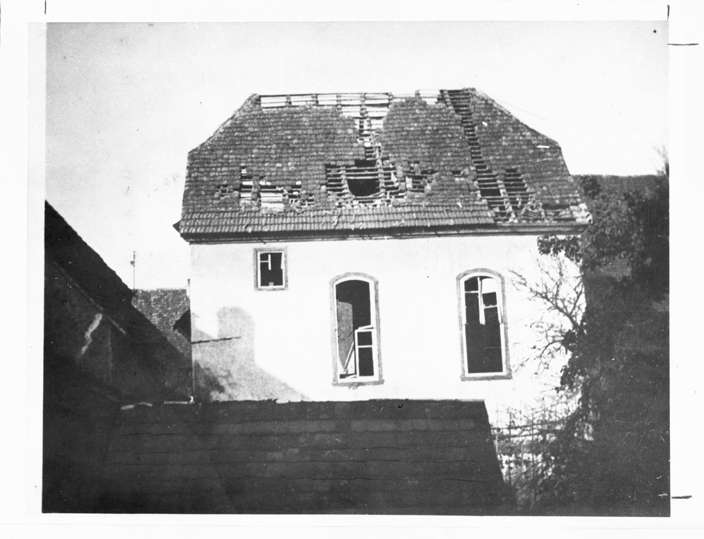
Synagoge Ittlingen (Aufnahme zwischen 1960 und 1962), Foto beim Landesarchiv Baden-Württemberg

Eine Synagoge bestand spätestens seit 1686 und wurde durch einen Synagogenneubau ersetzt. Dieser wurde 1805 in der Mühlgasse erstellt. In der Pogromnacht im November 1938 wurde die Synagoge zerstört und noch im gleichen Jahr abgebrochen.

## Nationalsozialistische Verfolgung
Das Gedenkbuch des Bundesarchivs verzeichnet 19 in Ittlingen geborene jüdische Bürger, die dem Völkermord des nationalsozialistischen Regimes zum Opfer fielen.

## Gemeindeentwicklung
| Jahr    | Gemeindemitglieder | in % der Gesamteinwohnerschaft |
| ------- | ------------------ | ------------------------------ |
| 1825    | 86                 | 7,4 % von 1157 Einwohnern      |
| um 1858 | 176                |                                |
| 1871    | 139                |                                |
| 1875    | 124                | 8,6 % von 1443 Einwohnern      |
| 1887    | 158                |                                |
| 1900    | 113                | 8,1 % von 1393 Einwohnern      |
| 1910    | 77                 | 5,5 % von 1394 Einwohnern      |
| um 1925 | 50                 | 3,6 % von 1400 Einwohnern      |

## Bürgerliche Namen
Als alle Juden im Großherzogtum Baden 1809 erbliche Familiennamen annehmen mussten, haben die 15 Familienvorstände der Ittlinger Juden folgende Namen angenommen: Wimpfheimer (7), Weil (3), Brüsler (1), Eichtersheimer (1), Karlsruher (1), Ladenburger (1) und Mannheimer (1).

## Gedenkstätten

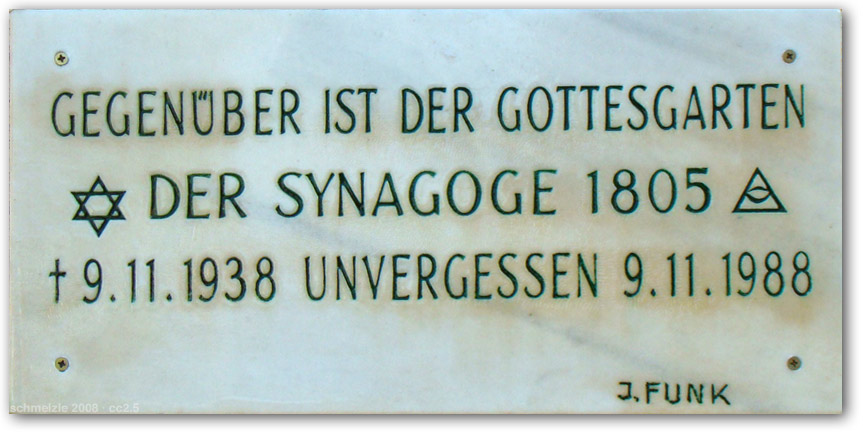
Gedenktafel ist beim Platz der ehemaligen Synagoge von Ittlingen

Das Kriegerdenkmal auf dem örtlichen Friedhof verzeichnet sechs jüdische Männer, die im Ersten Weltkrieg für Deutschland ihr Leben gelassen haben. Eine Gedenktafel ist beim Platz der ehemaligen Synagoge angebracht.

## Persönlichkeiten
Kurt Wimpfheimer (geb. 1915 in Ittlingen) war 1936 bis 1938 Kantor und Lehrer in Worms. Nach seiner Emigration 1938 in die USA unterrichtete er langjährig als Universitätsprofessor. Auf dem jüdischen Bezirksfriedhof in Eppingen sind 18 Verwandte von ihm mit dem Namen Wimpfheimer bestattet.

## Friedhof
Bis zur Einrichtung des jüdischen Friedhofs in Eppingen 1818/1819 wurden die Juden aus Ittlingen in Waibstadt und auf dem Jüdischen Friedhof Heinsheim bestattet. In Eppingen sind insgesamt 73 Bestattungen aus Ittlingen in der Zeit von 1826 bis 1887 dokumentiert. Seit 1887 hatte die jüdische Gemeinde Ittlingen einen eigenen Friedhof in der Flur Richener Bühl, im heutigen Wohngebiet Bergstraße. 58 Grabsteine sind dokumentiert, die letzte Bestattung fand 1938 statt.